# Олівер Серенсен
Олівер Серенсен (дан. Oliver Sørensen, нар. 10 березня 2002, Нерре-Аабю) — данський футболіст, півзахисник клубу «Мідтьюлланд».
Чемпіон Данії.

## Клубна кар'єра
Народився 10 березня 2002 року в місті Нерре-Аабю. Вихованець футбольної школи клубу «Мідтьюлланд». Дорослу футбольну кар'єру розпочав 2019 року в основній команді того ж клубу, в якій провів два сезони, взявши участь у 2 матчах чемпіонату. 
Протягом 2021 року захищав кольори клубу «Фредерісія».
Своєю грою за останню команду знову привернув увагу представників тренерського штабу клубу «Мідтьюлланд», до складу якого повернувся 2021 року. Цього разу відіграв за команду з Гернінга наступний сезон своєї ігрової кар'єри.
Протягом 2022 року захищав кольори клубу «Хамаркамератене».
До складу «Мідтьюлланда» знову повернувся 2022 року. Станом на 13 червня 2024 року відіграв за команду з Гернінга 57 матчів в національному чемпіонаті.

## Виступи за збірні
У 2017 році дебютував у складі юнацької збірної Данії (U-16), загалом на юнацькому рівні взяв участь у 31 іграх, відзначившись 8 забитими голами.

## Титули і досягнення
- Чемпіон Данії (1):

«Мідтьюлланд»: 2023-2024